# Тетрагидроксоцинкат(II) натрия
Тетрагидроксоцинка́т(II) на́трия — неорганическое соединение, комплексный гидроксид щелочного металла натрия и амфотерного металла цинка с формулой Na2[Zn(OH)4], бесцветные (белые) кристаллы, растворимые в щелочных растворах, образует кристаллогидрат.

## Получение
- Растворение оксида, гидроксида или хлорида цинка в горячем концентрированном растворе гидроксида натрия:

{\displaystyle {\mathsf {ZnO+2NaOH+H_{2}O\ {\xrightarrow {90^{o}C}}\ Na_{2}[Zn(OH)_{4}]}}}
{\displaystyle {\mathsf {Zn(OH)_{2}+2NaOH\ {\xrightarrow {}}\ Na_{2}[Zn(OH)_{4}]}}}
{\displaystyle {\mathsf {ZnCl_{2}+4NaOH\ {\xrightarrow {}}\ Na_{2}[Zn(OH)_{4}]+2NaCl}}}

## Физические свойства
Тетрагидроксоцинкат(II) натрия образует бесцветные (белые) кристаллы.
Растворяется в щелочных, водных и спиртовых растворах, в водных растворах полностью гидролизуется.
Образует кристаллогидрат состава Na2[Zn(OH)4]•2H2O.

## Химические свойства
- Безводное основание получают сушкой кристаллогидрата в вакууме:

{\displaystyle {\mathsf {Na_{2}[Zn(OH)_{4}]\cdot 2H_{2}O\ {\xrightarrow {87^{o}C,vacuum}}\ Na_{2}[Zn(OH)_{4}]+2H_{2}O}}}
- Разлагается при нагревании:

{\displaystyle {\mathsf {Na_{2}[Zn(OH)_{4}]\ {\xrightarrow {>100^{o}C}}\ ZnO+2NaOH+H_{2}O}}}
- В разбавленных водных растворах разлагается:

{\displaystyle {\mathsf {Na_{2}[Zn(OH)_{4}]\ {\xrightarrow {}}\ Zn(OH)_{2}\downarrow +2NaOH}}}
- С кислотами реагирует по-разному, в зависимости от концентрации:

{\displaystyle {\mathsf {Na_{2}[Zn(OH)_{4}]+2HCl\ {\xrightarrow {}}\ 2NaCl+Zn(OH)_{2}\downarrow +2H_{2}O}}}
{\displaystyle {\mathsf {Na_{2}[Zn(OH)_{4}]+4HCl\ {\xrightarrow {}}\ 2NaCl+ZnCl_{2}+4H_{2}O}}}
- Реагирует с углекислотой из воздуха:

{\displaystyle {\mathsf {Na_{2}[Zn(OH)_{4}]+CO_{2}\ {\xrightarrow {}}\ Na_{2}CO_{3}+Zn(OH)_{2}\downarrow +H_{2}O}}}